# Escarpia
Escarpia — рід багатощетинкових червів родини Погонофори (Siboglinidae).

## Види
- Escarpia laminata Jones, 1985
- Escarpia southwardae Andersen et al, 2004
- Escarpia spicata Jones, 1985